# Michaël Goossens
Michaël „Mika“ Henri Goossens (* 30. November 1973 in Seraing) ist ein ehemaliger belgischer Fußballspieler.
Goossens spielte in der Jugend für den Tilleur FC und den RFC Seraing. Von 1990 bis Dezember 1996 spielte er für Standard Lüttich. Im Januar 1997 wechselte er zu Genua 1893. Nach nur einer Saison wechselte er zum FC Schalke 04. Dort blieb er drei Jahre und wechselte dann zurück zu Standard Lüttich. 2003 wechselte er zum Grazer AK. Nach einem Jahr dort wechselte er zu VV St. Truiden. In der Saison 2005/06 spielte er für KAS Eupen. Zur Saison 2006/07 wechselte er zu RUS Bercheux. Nach der Saison beendete er seine Karriere.
Goossens absolvierte sein erstes Spiel für die belgische Fußballnationalmannschaft beim Spiel gegen Zypern am 13. Februar 1993. Bis 2001 spielte „Mika“ insgesamt 14 Mal für die Nationalmannschaft und erzielte dabei ein Tor gegen die deutsche Fußballnationalmannschaft.
Mit Régis Genaux und Philippe Léonard bildete er „die drei Musketiere von Standard Lüttich“. Roberto Bisconti gehörte auch zu diesen Kameraden.